# Stagno 'e Forru
Lo Stagno 'e Forru è una zona umida situata lungo la costa sud-occidentale della Sardegna e amministrativamente appartenente al comune di Portoscuso.
In base alla direttiva comunitaria "Habitat" n. 92/43/CEE approvata dalla Commissione europea nel 1992 è  stato dichiarato sito di interesse comunitario e inserito nella rete Natura 2000, un sistema di aree dedicate alla conservazione della biodiversità, caratterizzate dalla presenza di habitat e specie faunistiche e floristiche di elevato interesse. Oltre allo Stagno 'e Forru il sito, univocamente individuato dal codice ITB040028, comprende la pescosa laguna di Bau Cerbus.